# Aladár Farkas
Aladár Zsigmond Don Carlos Farkas, także Aladár von Farkas (ur. 20 października 1874 w Balassagyarmat, zm. 1 czerwca 1946 lub 20 maja 1949 w Mecseknádasd) – węgierski strzelec, olimpijczyk. 

## Życiorys
Brał udział w zawodach strzeleckich podczas Letnich Igrzysk Olimpijskich 1912, na których wystartował w czterech konkurencjach. Najwyższą pozycję indywidualnie zajął w karabinie wojskowym w trzech postawach z 300 m, w którym uplasował się na 24. miejscu (wśród 91 strzelców). W drużynowym strzelaniu z karabinu wojskowego Węgrzy zajęli ostatnią pozycję, a Farkas uzyskał najsłabszy wynik w sześcioosobowym zespole węgierskim.
Uprawiał także inne sporty, w tym gimnastykę, szermierkę, pływanie i kolarstwo. Uczestniczył w trzech bitwach podczas I wojny światowej – w jednej z nich został ranny, w wyniku czego odsunięto go od dalszych starć. Z wojska odszedł w 1924 roku, po czym był członkiem rad nadzorczych różnych firm. Jego synem był kompozytor Ferenc Farkas.

## Wyniki

### Igrzyska olimpijskie
| Igrzyska       | Konkurencja                              | Wynik                                         | Miejsce | Źródło |
| -------------- | ---------------------------------------- | --------------------------------------------- | ------- | ------ |
| Sztokholm 1912 | Karabin dowolny, trzy postawy, 300 m     | 653 pkt. (261–238–154)                        | 75      | [ 7 ]  |
| Sztokholm 1912 | Karabin wojskowy, trzy postawy, 300 m    | 85 pkt. (40–45)                               | 24      | [ 3 ]  |
| Sztokholm 1912 | Karabin wojskowy, dowolna postawa, 600 m | 56 pkt.                                       | 76      | [ 8 ]  |
| Sztokholm 1912 | Karabin wojskowy, drużynowo              | 1333 pkt. (druż.) 207 pkt. ind. (54–54–55–44) | 10      | [ 5 ]  |